# Арменски кланета (1894 – 1896)
Арменските кланета от 1894 – 1896 г. са масови убийства на арменци, предприети в опит за задушаване на арменското национално движение в Османската империя. Те са началото на Арменския геноцид.

## Предпоставки
Съгласно Берлинския договор (член 61) от юли 1878 г. Високата порта е задължена да въведе „без повече забавяне подобрения и реформи, изисквани от местните условия в областите, населени с арменци, и да обезпечи безопасността им от черкезите и кюрдите“. През 1880 г. Великите сили, натоварени с надзора за изпълнението на договора (Русия, Австро-Унгария, Германия, Великобритания, Франция и Италия), приканват на няколко пъти режима на Абдул Хамид II да приложи тази клауза, но безрезултатно.
Административно-териториалното разделение на Западна Армения е направено така, че арменците да останат малцинство във всеки от четирите вилаета – Ван, Ерзурум, Битлис и Диарбекир, а насилието от страна на кюрдските феодали продължава с подкрепата на местните власти.

## Клане
В началото на 90-те години възникват Дашнакцутюн и други арменски революционни организации. Репресиите ескалират през август 1894 г., след безуспешно въстание на арменците в района на Сасун. През август 1896 г. група арменски революционери завзема сградата на Отоман Банк в Цариград с искане за провеждане на неосъществените реформи. В отговор на това е извършен погром над арменската общност в града, а репресиите се пренасят и в други части на империята.
Броят на жертвите достига до 300 000. Около 50 000 бежанци намират убежище в Княжество България.